# کت جادویی
کت جادویی نام یک مجموعهٔ تلویزیونی ایرانی به کارگردانی محمدحسین لطیفی است که طی سال‌های ۱۳۷۸–۱۳۷۷ تهیه و از شبکه ۳ سیمای جمهوری اسلامی ایران پخش گردید.

## خلاصه داستان
آقای اسکویی رئیس یک شرکت ساختمانی و برج‌سازی معتبر، کتی جادویی دارد که جیب‌هایش همیشه پُر پول است و هرگز تمام نمی‌شود. او در نظر دارد به نحوی از شر این کت خلاص شود، چراکه در کنار این ثروت بی حد و حصر، دردسرها و مشکلات فراوانی برایش ایجاد کرده است؛ به همین سبب، تصمیم می‌گیرد کت را به «عماد» کارمند شرکت که جوانی آس و پاس اما خوش قلب و سالم است، بسپارد. «عماد» خشنود است که با بدست آوردن آن کت، یک شبه راه صد ساله را طی می‌کند، اما…

## بازیگران و عوامل تولید

### عوامل تولید
- کارگردان: محمدحسین لطیفی
- فیلمنامه: حسن مشگلاتی (بر اساس قصه‌ای از رضا مقصودی)
- مدیر تصویربرداری: روح‌الله علی
- تدوین: فریور رضایی
- طراح چهره‌پردازی: فریبا کاشانی
- اجرای چهره‌پردازی: محمدعلی ظرابی
- طراح صحنه و لباس: سیامک احصایی
- صدابردار: خسرو کیوان‌مهر
- دستیار صدا: وحید دوزنده
- صداگذاری و میکس: خسرو کیوان‌مهر، ناصر انتظاری
- موسیقی: سعید ذهنی
- خواننده: مسعود خادم
- عنوان‌بندی و امور تیتراژ: مجید جهان‌بین
- منشی صحنه: شرف‌النسا نیرومند
- مدیر تدارکات: ابوالقضل کوه‌میشی
- برنامه‌ریز و دستیار اول کارگردان: محمدبهرام بهرامیان
- دستیار دوم کارگردان: حسن لبافی
- ناظر کیفی و مشاور فیلمنامه: رضا کاشانی
- مدیر تهیه: عزیز علیزاده
- دستیار تهیه: بهروز هاشمی
- تهیه‌کننده و مجری طرح: رامین عباسی‌زاده
- تعداد قسمت‌ها: ۲۶ قسمت
- مدت زمان: ۱۱۷۰ دقیقه
- محصول: شبکه ۳ سیمای جمهوری اسلامی ایران
- سال تولید و پخش: ۱۳۷۸–۱۳۷۷